# Rifugio d'Örz
Il rifugio d'Örz è un piccolo rifugio alpino situato a 2.087 m s.l.m. nella valle d'Osogna, nel Canton Ticino, in Svizzera.

## Caratteristiche e informazioni
È una costruzione in muratura di pietrame, ricavata dalla ristrutturazione di un vecchio alpeggio preesistente. Ha un locale dormitorio con 6 posti letto a castello, dotati di materassi, coperte e piumoni, un locale cucina con stoviglie, stufa a legna e fornello a gas. È dotato di un servizio igienico a secco; l'acqua è reperibile all'esterno della costruzione.
Il rifugio, di proprietà del patriziato di Osogna, non è gestito, ma è disponibile al pubblico previa prenotazione online. Chiavi sul posto. L'utilizzo del rifugio è gratuito, sono ben accetti versamenti volontari sul conto del Patriziato a favore della manutenzione corrente. Luce prodotta con un piccolo pannello solare.

## Accessi
Il rifugio è raggiungibile partendo da Osogna (274 m), frazione di Riviera, in 6 ore di cammino sul sentiero che risale l'intera vallata omonima. È pure raggiungibile dalla Capanna di Cava passando per il passo del Mauro, in circa 3 ore di cammino.

## Ascensioni
Al Torrone Alto in 4 h

## Traversate
- Sentiero montano che collega la capanna Brogoldone alla capanna di Cava: capanna Brogoldone (1904 m), passo di Mem (2191 m), Pian del Baitel (2100 m), Alpe di Rossiglion (1958 m), Boliv (1475 m), Lego (1485 m), bosco di Castaneda, Piöv di Fuori (1853 m), val del Galbines, bocchetta di Pianca Geneura (2366 m), Alpe di Örz (2110 m), passo del Mauro (2428 m), capanna Cava (2066 m).
- Sentiero alpino pure tra la capanna Brogoldone e la capanna di Cava: capanna Brogoldone (1904 m), passo di Mem (2191 m), pian del Baitel (2100 m), Ria del Ciarin (2250 m), bocchetta di Lago (2509 m), Rosso di Grav (2400 m), bocchetta di Piöv di Fuori (2479 m), laghetto del Pizzo di Campedell (2506 m), Alpe di Örz (2110 m), passo del Mauro (2428 m), capanna Cava (2066 m). Percorribile in ca. sei ore.[1]